# Очирбатын Цогтгэрэл
Очирбатын Цогтгэрэл (род. 1967, Завхан) — монгольский самбист, чемпион мира 1988 года среди юниоров, чемпион Азии 1993 года, чемпион (1993) и бронзовый призёр (1988, 1990, 1994) чемпионатов мира, серебряный призёр розыгрыша Кубка мира 1989 года, Заслуженный спортсмен Монголии. Выступал в наилегчайшей (до 48 кг) и легчайшей (до 52 кг) весовых категориях. Работал тренером сборной Монголии по самбо.